# VR Sm6
VR Sm6 전동차는 핀란드의 고속철도용 전동차이다. 알스톰 펜돌리노 계열 전동차로, 영업 최고 속도는 시속 220km이다. 알스톰 이탈리아 공장에서 생산되었으며, 2010년 1월 15일 첫 차량이 부오사리항을 통하여 반입되었다.
도입 당시에는 VR 그룹(핀란드)과 RZD(러시아)가 50-50으로 합작 투자한 카렐리안 트레인즈(Karelian Trains) 소속이었으며, 핀란드 헬싱키와 러시아 상트페테르부르크를 잇는 알레그로(영어: Allegro)로 운행했다. 기존에 운행 중인 시벨리우스 열차가 약 5시간 30분 걸렸던 거리를 3시간 30분으로 단축시켰다. 2022년 러시아-우크라이나 전쟁 이후 러시아 방면 국제선 운행이 중단되었다. 운행 중단 이후 러시아 측 지분은 2023년에 청산되었고, 개수 이후 2025년에 핀란드 국내선 고속철도용으로 복귀했다.

## 시설
외형은 핀란드에서 기존에 사용하였던 Sm3 펜돌리노와 비슷하며, 기술적으로는 2세대 펜돌리노와 비슷하다. 핀란드 전압 교류 25kV와 러시아 전압 직류 3kV 및 각 국가별 신호를 모두 지원한다. 모든 차량은 좌석형이며, 식당칸과 1등석 차량이 각각 1량씩이며 일반석은 총 5량이다. 열차 내에서는 금연이다. 국경 통과시 차내에서 출입국 및 세관 심사가 이루어지고, 차장실에서 국경 업무를 본다.
러시아어, 영어, 핀란드어로 차내 안내 및 서비스가 제공된다. 정원은 342+2명이다. 여름에 40도, 겨울에 -40도까지 변하는 기후를 견디도록 설계되어 있다. 도색은 핀란드와 러시아 국기에서 따 왔다. 차량 하부는 파란색, 배경색은 흰색과 은색, 줄무늬는 파란색과 빨간색이다. 핀란드의 궤간 1524mm, 러시아의 궤간 1520mm의 중간 1522mm 기준으로 차량이 설계되어 있다. 능동식 틸팅이 장착되어 있으며, 최대 8도까지 기울어질 수 있다.

## 영업
2010년 12월 12일 기존에 운행하였던 시벨리우스 및 레핀 열차를 대체하여 Sm6의 운행이 시작되었다. 과거 사용된 차량은 헬싱키-모스크바 간 톨스토이 열차로 재배치되었다. 출입국 및 세관 심사가 국경역에서 차내로 이동하여 운행 시간이 크게 단축되었다. 개통식에는 핀란드 헬싱키에서 타르야 할로넨 핀란드 대통령이 탑승하였고, 러시아 비보르크에서 블라디미르 푸틴 러시아 총리가 탑승하였다.

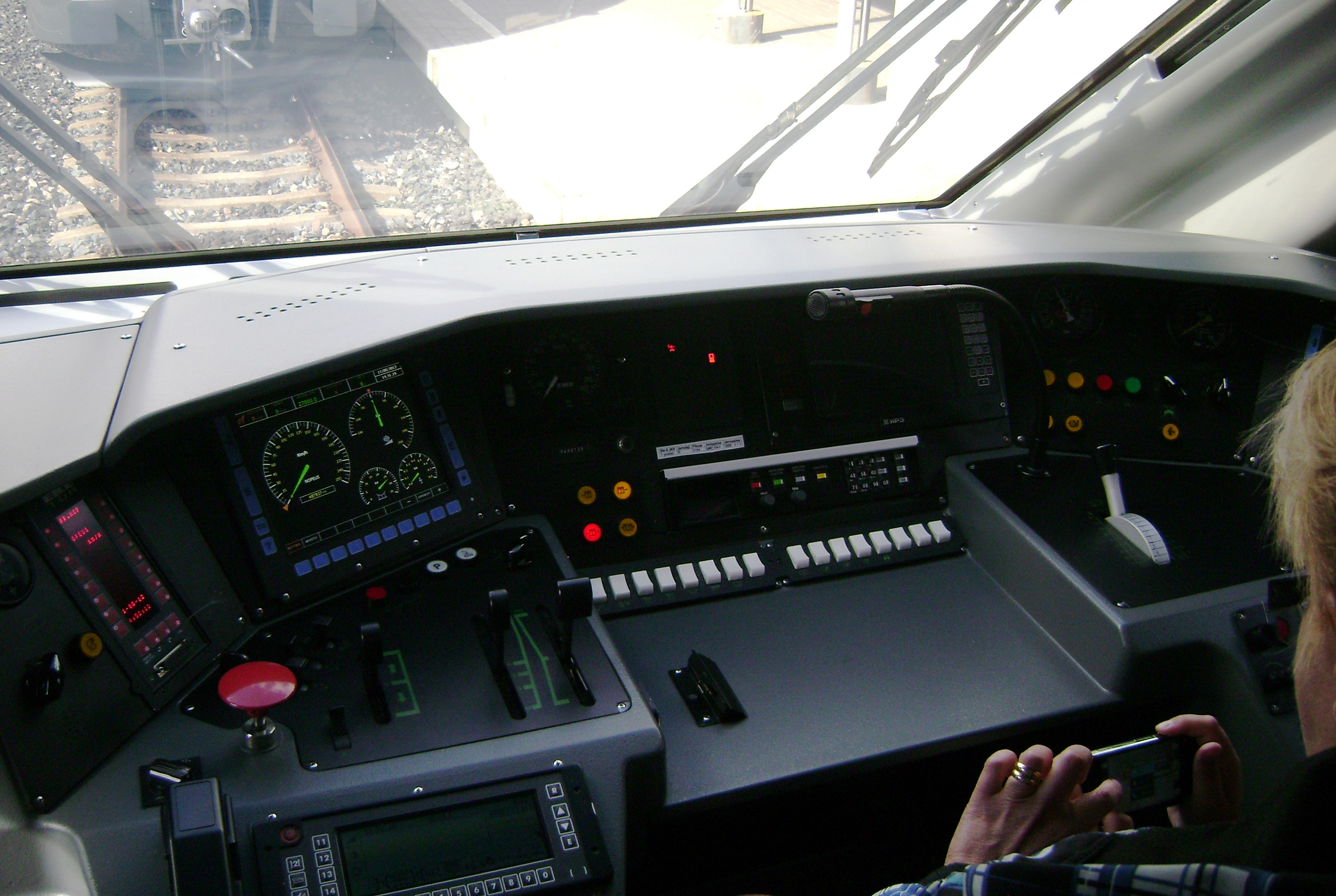
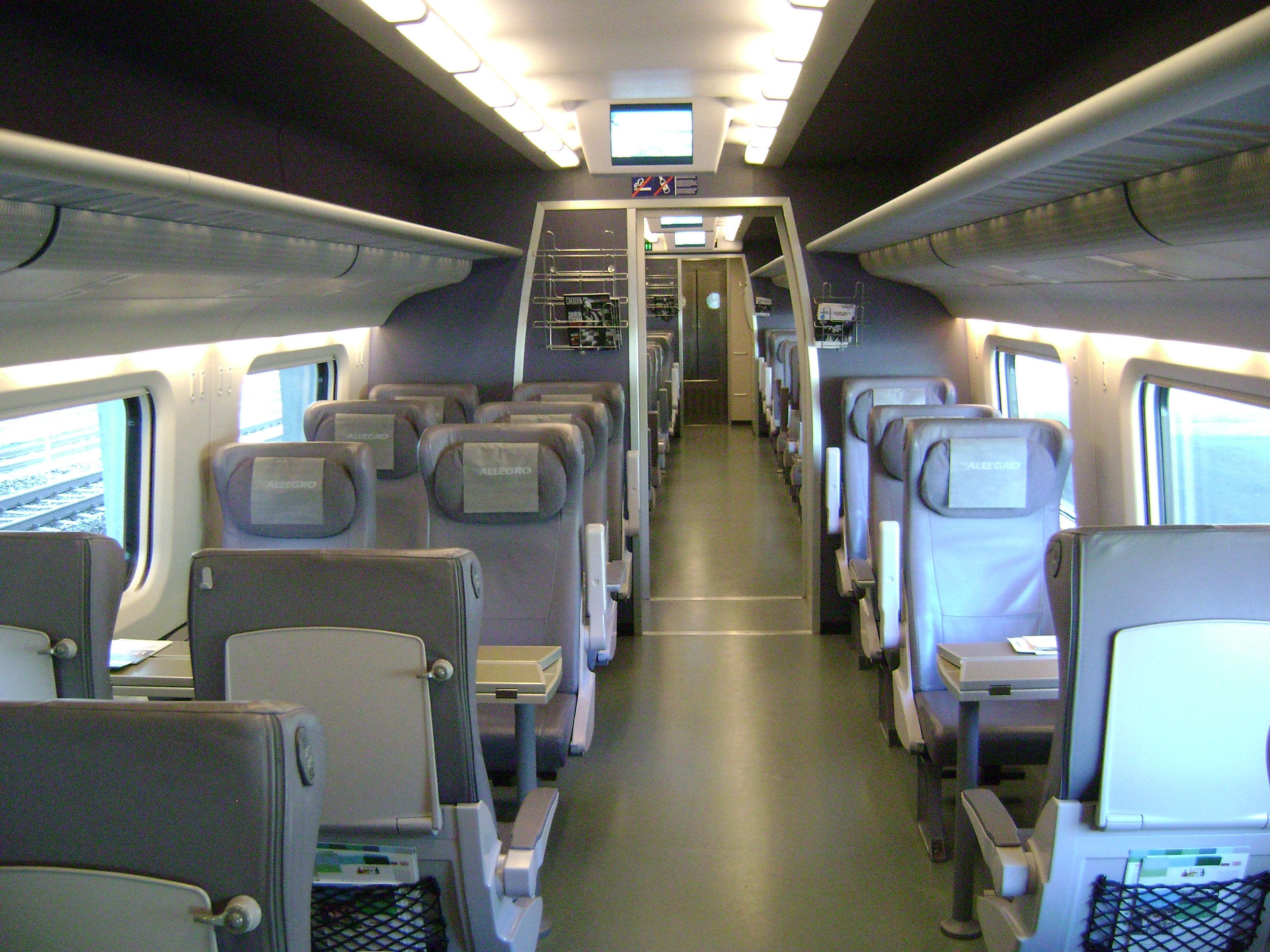
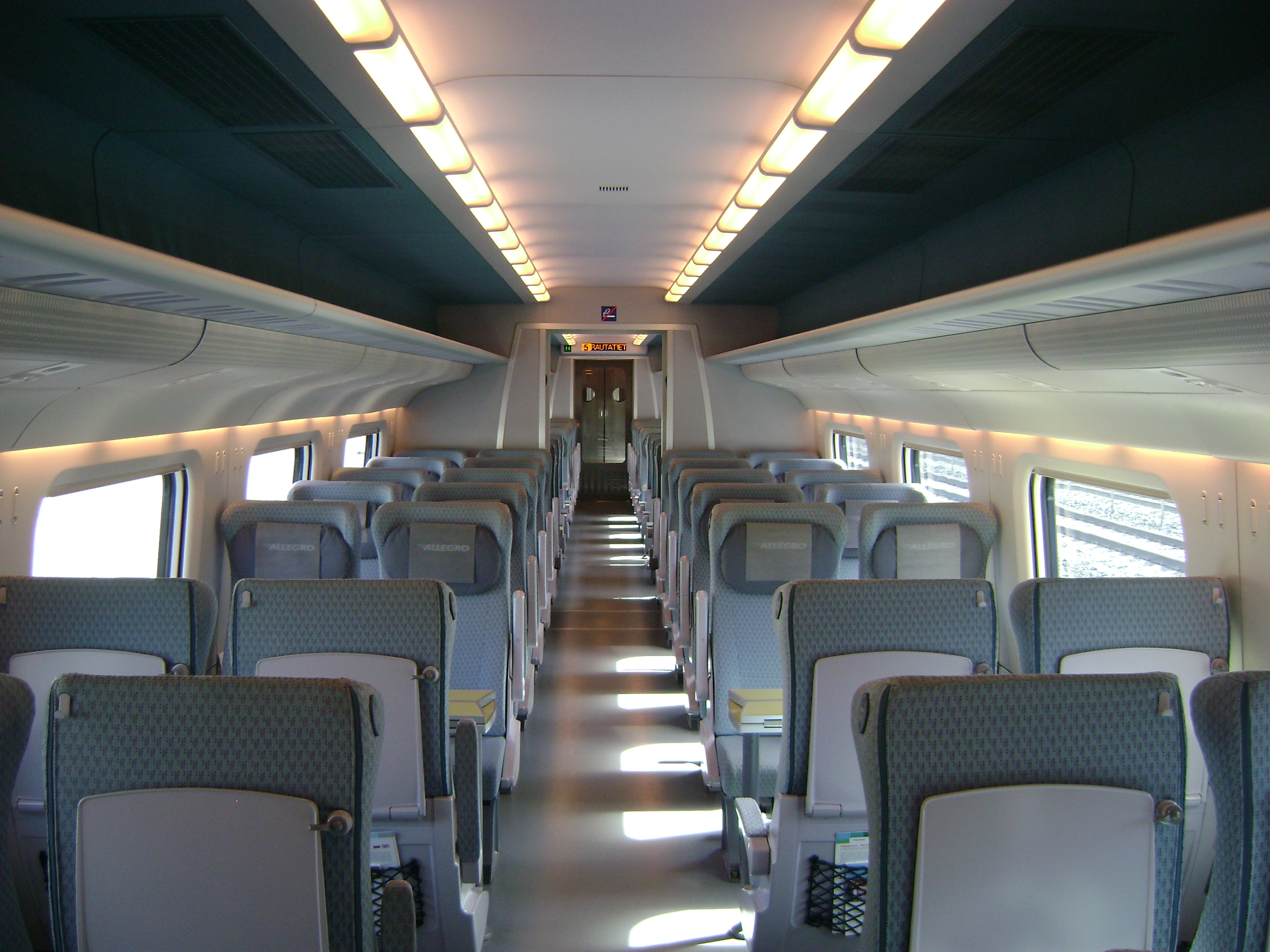
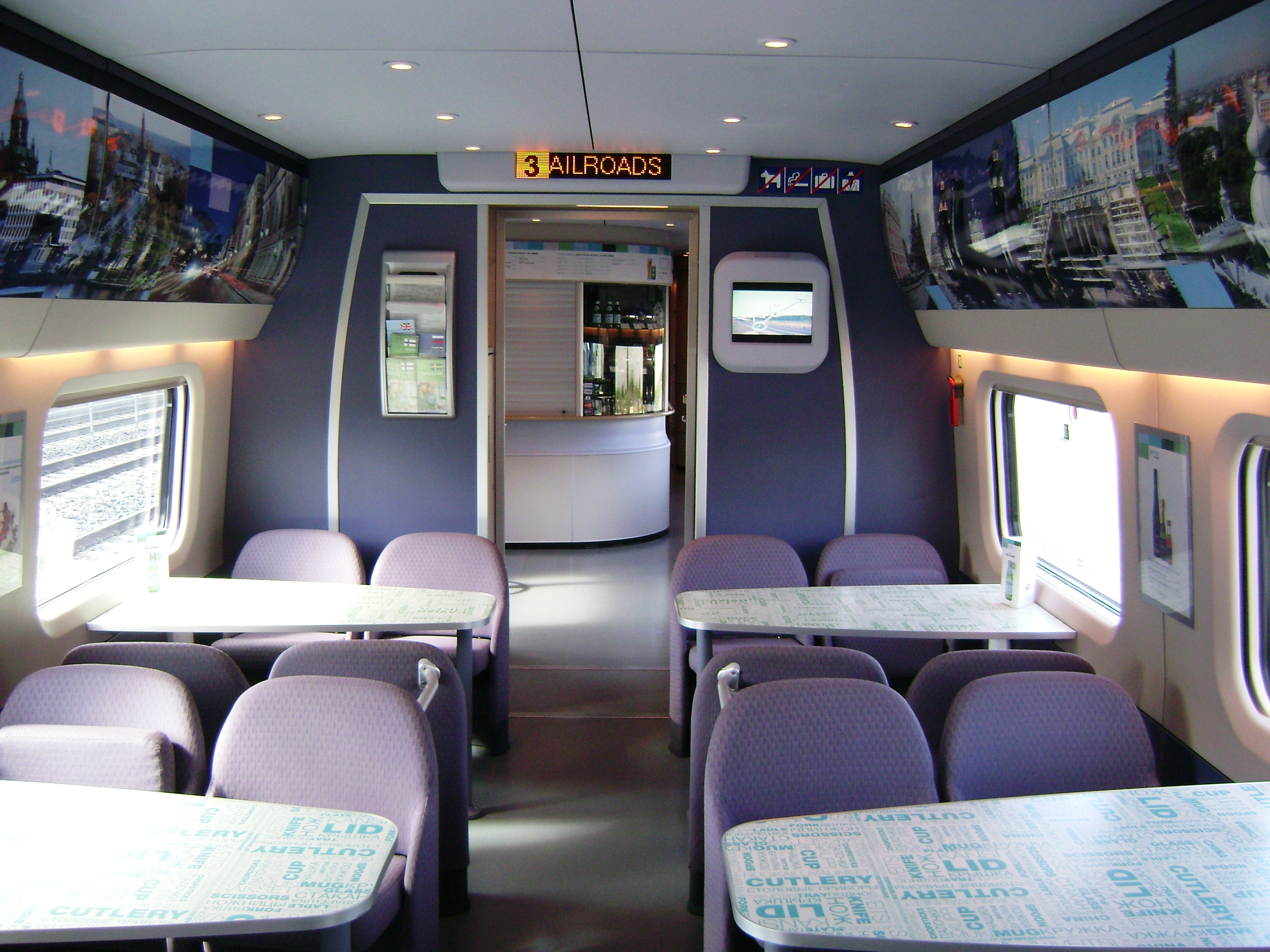
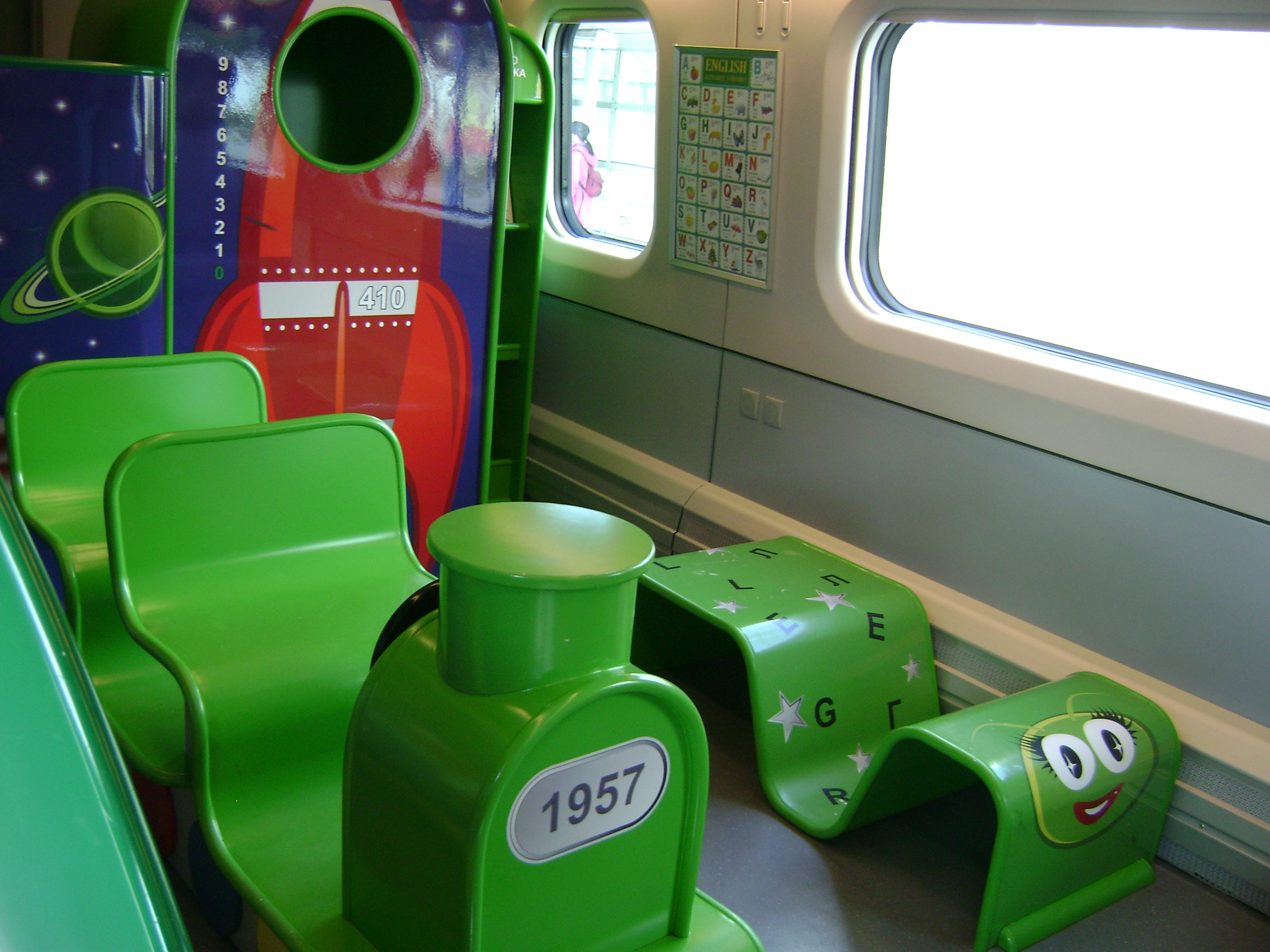
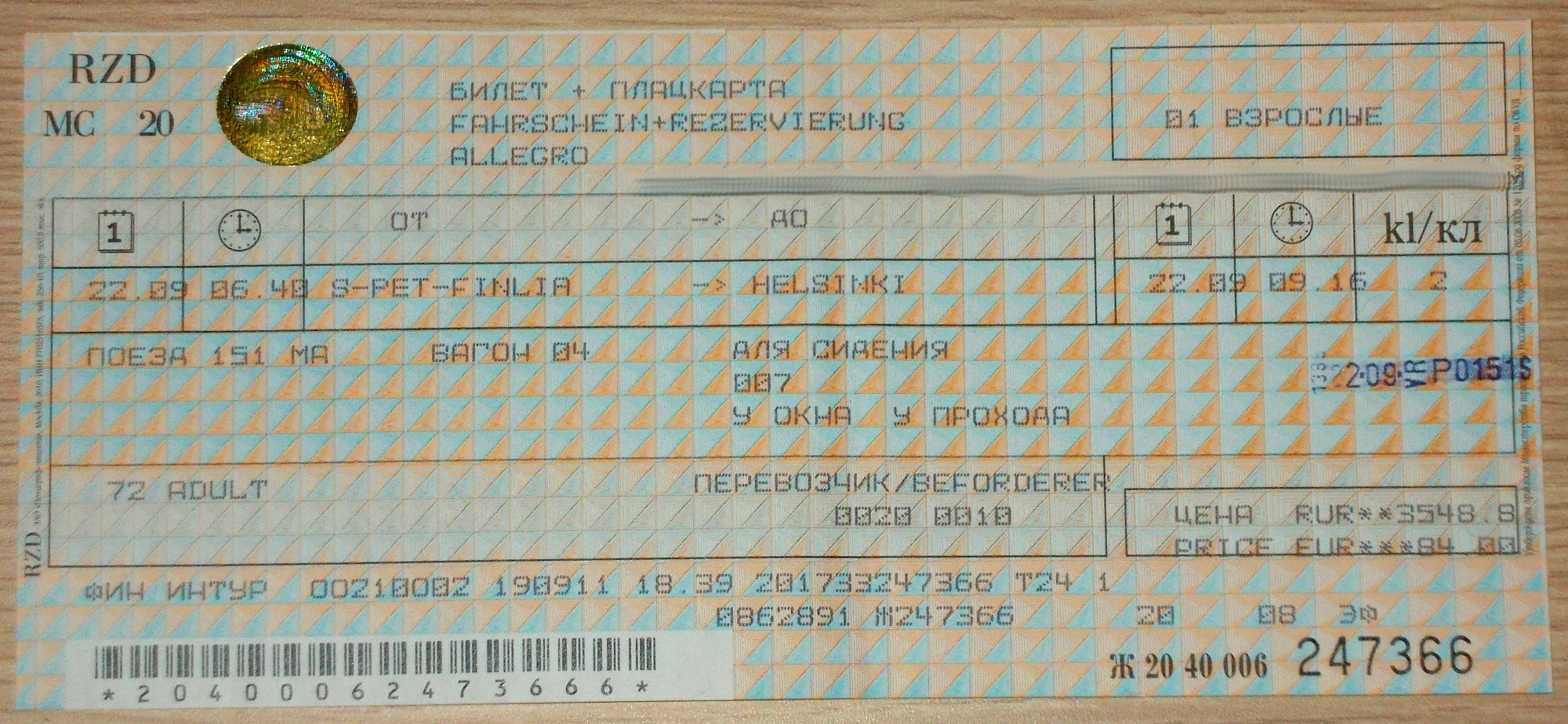

## 같이 보기
- Sm3 펜돌리노